# Bathypera goreaui
Bathypera goreaui is een zakpijpensoort uit de familie van de Pyuridae. De wetenschappelijke naam van de soort is voor het eerst geldig gepubliceerd in 1974 door Millar & Goodbody.